# Hilton Barcelona
"Hilton Barcelona" is een nummer van de Nederlandse zanger Stef Bos. Het nummer werd uitgebracht op zijn album Vuur uit 1994. Dat jaar werd het nummer uitgebracht als de tweede single van het album.

## Achtergrond
De tekst van "Hilton Barcelona" is geschreven door Bos, terwijl de muziek is geschreven door Francis Wildemeersch en Marcel De Boeck. De Boeck speelde tevens de accordeon, de keyboards en de piano op het nummer, terwijl Wildemeersch de gitaar bespeelde. De inspiratie voor het nummer kwam nadat Bos op uitnodiging van zijn platenbaas Hans Kusters naar Barcelona reisde, waar hij logeerde in het Hilton Hotel. Het gaat over een getrouwde zakenman die in dit hotel in een dronken bui seks heeft met een prostitué en er direct spijt van heeft.
Er bestaan twee versies van "Hilton Barcelona". Bos liet de teksten van beide versies afdrukken in de tekst bij zijn verzamelalbum Alles wat was. De teksten van deze versies zijn grotendeels hetzelfde, alhoewel de coupletten in een totaal andere volgorde staan. Het nummer werd weliswaar uitgebracht als single, maar bereikte nergens de hitlijsten. Desondanks bleek het een populair nummer; in Nederland stond het van 1999 tot 2013 jaarlijks in de NPO Radio 2 Top 2000, waar het in 2003 de hoogste notering behaalde op plaats 785.

## NPO Radio 2 Top 2000
| Nummer met noteringen in de NPO Radio 2 Top 2000 | '99 | '00 | '01  | '02 | '03 | '04  | '05  | '06  | '07  | '08  | '09  | '10  | '11  | '12  | '13  |
| ------------------------------------------------ | --- | --- | ---- | --- | --- | ---- | ---- | ---- | ---- | ---- | ---- | ---- | ---- | ---- | ---- |
| Hilton Barcelona                                 | 919 | 916 | 1115 | 910 | 785 | 1243 | 1222 | 1380 | 1201 | 1164 | 1486 | 1363 | 1699 | 1976 | 1818 |

1. ↑  Een vetgedrukt getal geeft de hoogste notering aan.
2. ↑  Deze tabel is bijgewerkt tot en met de laatste editie (2024).